# Patrick Einsle
Patrick Einsle (ur. 22 kwietnia 1987 w Füssen, Niemcy) – niemiecki snookerzysta.

## Kariera zawodowa

### Sezon 2006/2007
Patrick Einsle po raz pierwszy w światowej czołówce snookerzystów znalazł się w sezonie 2006/2007 jednak słabe wyniki zawodnika spowodowały, że nie znalazł się w Main Tourze w kolejnym sezonie.

### Sezon 2010/2011
Po raz drugi w karierze do grona najlepszych na świecie dostał się w sezonie 2010/2011 dzięki otrzymaniu od WPBSA „dzikiej karty” i w światowym rankingu snookerowym na ten sezon został sklasyfikowany na 93 miejscu.
W kwalifikacjach do turnieju Shanghai Masters 2010 Einsle doszedł do drugiej rundy, pokonawszy Simona Bedforda 5-2, ulegając zaś Joemu Delaney 2-5.